# Jack Young
Jack Ellis Young (ur. 31 stycznia 1925 w Adelaide, zm. 28 sierpnia 1987 tamże) – australijski żużlowiec.

## Życiorys
Dwa razy był indywidualnym mistrzem świata na żużlu, w roku 1951 i 1952. Uczestniczył 8 razy w finałach IMŚ.
Po zakończeniu kariery był trenerem Ivana Maugera, który później został wielokrotnym mistrzem świata.

## Przynależność klubowa
Wielka Brytania
- Edinburgh Monarchs (1949–1951)
- West Ham Hammers (1952–1955)
- Coventry Bees (1958–1961)

## Osiągnięcia
Indywidualne mistrzostwa świata
- 1950 –  Londyn – 8. miejsce – 7 pkt → wyniki
- 1951 –  Londyn – 1. miejsce – 12+3 pkt → wyniki
- 1952 –  Londyn – 1. miejsce – 14 pkt → wyniki
- 1953 –  Londyn – 5. miejsce – 10 pkt → wyniki
- 1954 –  Londyn – 4. miejsce – 11 pkt → wyniki
- 1955 –  Londyn – 7. miejsce – 10 pkt → wyniki
- 1960 –  Londyn – 10. miejsce – 6 pkt → wyniki
- 1961 –  Malmö – jako rezerwowy nie startował → wyniki